# William Aiton
William Aiton, född 1731, död 2 februari 1793, var en skotsk botaniker. 

## Biografi
Aiton bodde nära Hamilton i Skottland. Han lärde sig att bli trädgårdsmästare och reste till London 1754 där han blev Philip Millers assistent. Han blev senare föreståndare för Kew Gardens, en botanisk trädgård i Kew nära London. Aiton gav 1789 ut ett stort botaniskt verk, Hortus Kewensis (3 band, ny upplaga i 5 band 1810–1813) där han beskrev 6 000 växter, bland dem 500 för vetenskapen nya arter.
Han var far tíll William Townsend Aiton, som gick i faderns fotspår och även han kom att bli föreståndare för Kew Gardens.

## Auktorsnamn
Auktorsnamnet Aiton kan användas för William Aiton i samband med ett vetenskapligt namn inom botaniken; se Wikipediaartiklar som länkar till auktorsnamnet.